# New York Daily Mirror
The New York Daily Mirror — американская утренняя бульварная газета, впервые опубликованная 24 июня 1924 года в Нью-Йорке организацией Уильяма Рэндольфа Херста в отличие от их основных газет, Evening Journal и New York American, позже объединенных в New York Journal American. Была задумана для конкуренции с New York Daily News, которая в то время была сенсационным таблоидом и самой тиражной газетой в Соединенных Штатах. Херст предпочел широкоформатный формат и продал Mirror партнёру в 1928 году, но в 1932 году выкупил её обратно.
Херст нанял Филипа Пейна из Daily News в качестве управляющего редактора Mirror . Трюки Пейна по наращиванию тиража варьировались от возрождения сенсационного дела об убийстве Холла-Миллз до спонсирования и участия в качестве пассажира на Old Glory, попытке трансатлантического рекордного полёта, в ходе которой он погиб. Вначале к Daily Mirror присоединились несколько ярких молодых писателей и фотожурналистов, таких как Ринг Ларднер-младший, Хай Пескин и политический обозреватель Дрю Пирсон. Поэт и автор песен Ник Кенни был радиоредактором газеты, а Эдвард Зельтнер вёл колонку. Обозреватель светской хроники Уолтер Уинчелл и управляющий редактор Эмиль Говро были наняты из New York Evening Graphic, третьего сенсационного таблоида города. Уинчеллу дали собственное радиошоу, и в период его расцвета - 1940-е и начало 1950-х годов - его рубрика появилась более чем в 2000 номерах газеты.
Во время "тиражной войны" трёх таблоидов в 1920-х годах руководство Mirror подсчитало, что содержание газеты на 10% состояло из новостей и на 90% из развлечений. Например, Mirror и Graphic выделили значительные ресурсы на использование скандала с повторяющимися историями о таких событиях, как бракоразводный процесс магната недвижимости Эдварда Уэста «Папочки» Браунинга, который в возрасте 51 года женился на 16-летней Фрэнсис Белль "Персики" Хинан, а также постоянное освещение таких знаменитостей десятилетия, как Рудольф Валентино, Бэйб Рут и Чарльз Линдберг. К 1930-м годам Daily Mirror была одной из крупнейших по тиражу газет Hearst Corporation. Однако газета так и не стала существенно прибыльной, поскольку её доходы в основном направлялись на поддержание вечерних выпусков, а в последние годы её существования тиражи существенно упали, несмотря на многочисленные попытки изменить ситуацию.
Несмотря на второй по величине ежедневный тираж американской газеты в то время, Daily Mirror закрылась в 1963 году после 114-дневной забастовки газет Нью-Йорка в 1962–1963 годах (которая также способствовала закрытию Herald Tribune, Journal-American и World-Telegram and Sun).  16 октября 1963 года Daily Mirror опубликовала свой последний номер. В тот момент права на название Daily Mirror были приобретены ее конкурентом Daily News.
4 января 1971 года издатель Роберт У. Фаррелл возродил New York Daily Mirror только номинально, как таблоид, издаваемый в Лонг-Айленд-Сити, Квинс. Работая с ограниченным бюджетом, газета столкнулась с препятствиями со стороны Daily News  (правообладателя названия Daily Mirror. Эта новая версия Daily Mirror прекратила существование 28 февраля 1972 года.